# 威廉国王号铁甲舰
陛下之舰威廉国王号是普鲁士海军暨德意志帝国海军麾下的一艘铁甲巡防舰，以普鲁士国王威廉一世命名。该舰自1865年开始在伦敦的泰晤士船厂架设龙骨，最初的舰名是由奥斯曼帝国海军所赋予的“法蒂赫号”（Fatih）。它于1867年2月由普鲁士购得，1868年4月下水，至1869年2月投入普鲁士海军服役。这是继阿米尼乌斯号、阿达尔贝特亲王号、腓特烈·卡尔号和王储号之后，普鲁士海军订购的第五艘铁甲舰。它装备有十八门240毫米口径箍炮和五门210毫米口径箍炮作为主炮；在运用生涯后期，又增加了一些小型火炮和鱼雷发射管。
威廉国王号一度是德国海军中最大、最具威力的军舰；它曾在1870－1871年的普法战争期间担任旗舰，但发动机故障使其并未参与任何行动。1878年，该舰意外撞沉了大选帝侯号铁甲舰，造成大量人员伤亡。威廉国王号于1895－1896年被重建为大巡洋舰；然而至1904年初，它便被更新式的舰只所取代。同年5月，它撤出现役，被用作水上兵营和训练船，并在第一次世界大战期间始终担任这个角色。1921年，在经历了52年的运用生涯和三次政权更替后，该舰最终拆解报废。

## 设计
该舰最初是由奥斯曼帝国海军以“法蒂赫”（Fatih）之名，于1865年向英国伦敦的泰晤士炼铁及造船公司所订购。它是根据英国船舶工程师爱德华·詹姆斯·里德的设计建造的，在当时被媒体视为世界上最强大的舰只。其排水量比同时代的英国铁甲舰赫丘利号还要多出1800吨，并装备有更大口径的炮台。然而由于奥斯曼帝国无力支付该舰的费用，建造商于翌年便将这艘尚未完工的舰只出售。普鲁士王国恰好正展开购买远洋铁甲舰的计划，并已于1865年向英国和法国造船厂订购了两艘此类军舰，因此当机会再出现时，他们选择将法蒂赫号纳入普鲁士海军。鉴于在1863－1864年的普丹战争期间，弱小的普鲁士舰队无法突破丹麦海军的封锁，于是便期望利用铁甲舰加强舰队实力，以避免未来再被封锁。
在投入服役时，该舰是普鲁士舰队中最大、最具威力的船具，并担任军中旗舰。直至1891年，威廉国王号仍然是德国最大的军舰。部分原因是德国在1876年至1888年间只有一艘小型铁甲舰动工；而四艘勃兰登堡级战列舰分别至1891年和1892年才下水，它们是第一批在尺寸上超过威廉国王号的军舰。

### 整体特征及推进装置

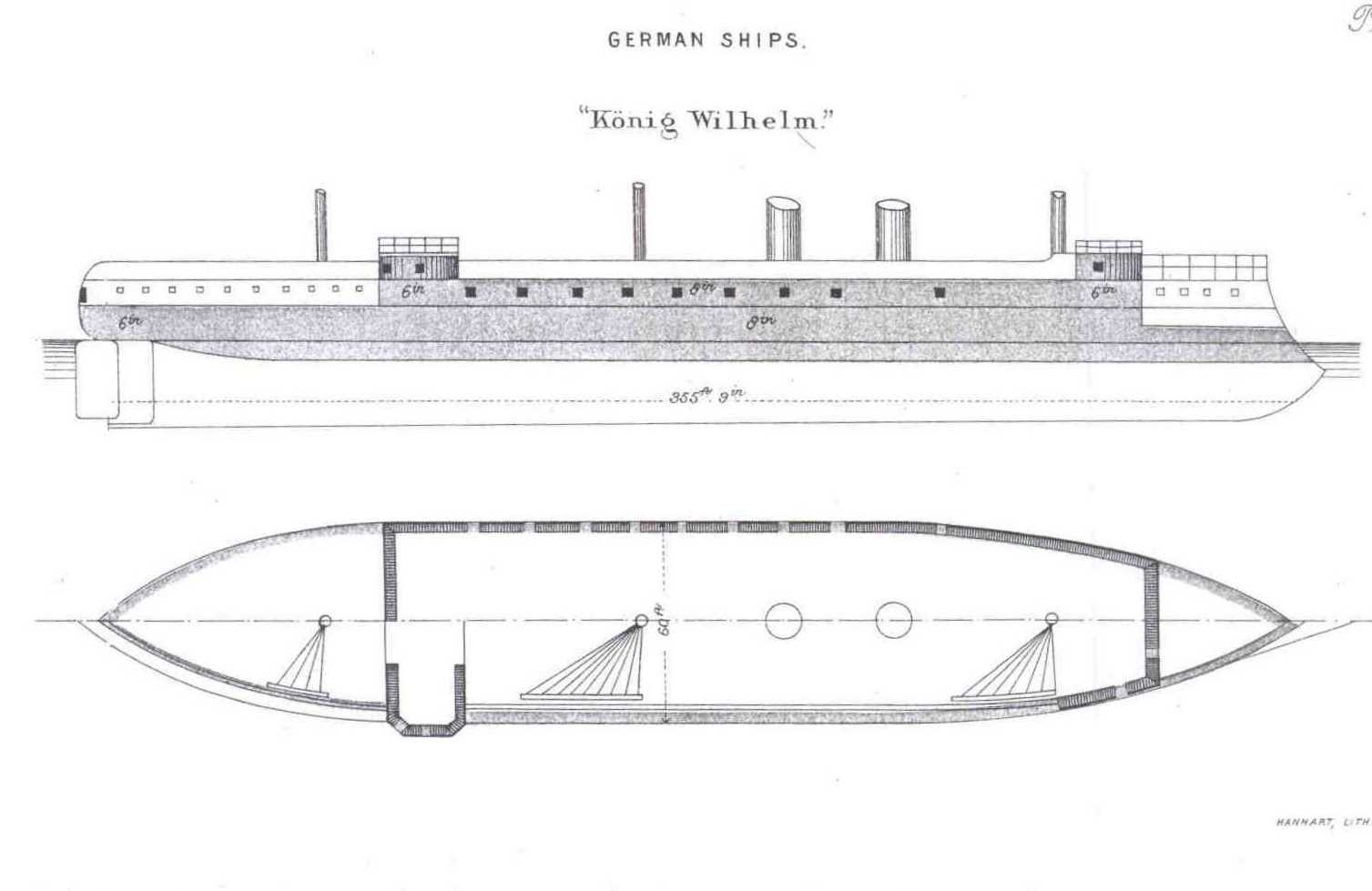
威廉国王号示意图

威廉国王号的水线长度和全长分别为108.6米和112.2米，舷宽为18.3米，有8.56米的前吃水和8.12米的后吃水。其设计排水量为9757吨、满载排水量则达10761吨。它的船体是由横向和纵向的铁框架构成，共划分为十一个水密舱室和一个占舰只长度比重为70%的双层船底。
德意志帝国海军认为威廉国王号具有“令人满意的适航能力”；其应舵灵敏，转弯半径适中。操舵是以单舵控制的。舰只的横摇严重，但纵摇轻微。它的标准船员编制为36名军官及694名水兵，在担任旗舰时还可增编9名军官和47名水兵。威廉国王号还搭载有一些小型舰载艇，包括2艘哨艇、2艘机动艇、1艘大舢板、2艘短桅帆船、2艘高低桅帆船以及1艘小划艇。
威廉国王号由伦敦莫兹利公司生产的单台卧式两缸单胀蒸汽机提供动力，用以驱动一副直径为7米的四叶螺旋桨。格林尼治的约翰·佩恩及子则为舰只提供八台燃煤火管锅炉。它们被分为两个锅炉舱，每舱设两个炉膛，以2標準大氣壓（200千帕斯卡）的压力向发动机输送蒸汽。每个锅炉舱还拥有独立的烟囱。
推进装置设计的额定功率为8,000匹公制馬力（7,900匹指示馬力），最高速度为14節（26每小時）。但在实际试验中，威廉国王号均超过了这两项指标，达到8,440匹公制馬力（8,320匹指示馬力）和14.7節（27.2每小時）。舰只可贮存750吨燃煤，能够以10節（19每小時）的速度续航1,300海里（2,400）。作为三桅帆船，它还配备有总表面积为2600平方米的全帆船具作为蒸汽动力的补充，尽管在使用中对舰只的性能提升有限。

### 武器及装甲
竣工时，威廉国王号装备有三十三门72磅膛线炮作为主炮。交付德国后，它们被替换为十八门240毫米20倍径箍炮，共配备1440发弹药。这些炮安装在中央炮台上，每边舷侧各九门。炮管可以降低至-4°俯角和提升至7.5°仰角；在最大仰角时，其射程可达4500米。舰只还装备有五门210毫米22倍径箍炮，可降低至-5°俯角和提升至13°仰角；它们的最大射程为5900米。
舰只在竣工时的装甲是由锻铁背衬柚木组成。其水线装甲带最厚的部分位于舰舯：外层是305毫米厚的铁板、内层为178毫米厚的铁板，背后再以250毫米厚的柚木作衬垫。外层在舰艉的厚度减弱为152毫米，但并未覆裹至舰艏。内层在艏艉两端均为127毫米厚，再背衬90毫米毫米厚的柚木。主炮受到150毫米厚的镀层保护，两端则以150毫米厚的横向舱壁覆裹。

### 改动

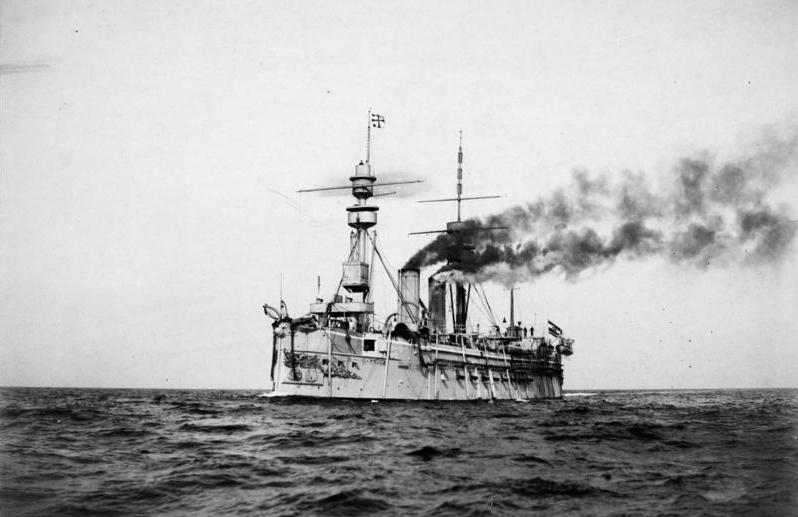
重建为大巡洋舰后的威廉国王号

威廉国王号于1895－1896年间被重建为一艘大巡洋舰，并重新装备了二十二门240毫米20倍径箍炮、一门配以190发弹药的150毫米30倍径箍炮（设于舰艉，射程8900米），以及十八门安装在上层甲板、每边舷侧九门的88毫米30倍径速射炮。此外，还安装了五具直径为350毫米的鱼雷发射管；其中两具置于舰艏，舰艉及每边舷侧各一具，均在水面之上。它们合共配备13枚鱼雷。而当舰只被改造为一艘训练船之后，其大部分武器都被移除。它仅保留有十六门88毫米炮，并且其中的十二门也于1915年拆除。
在重建为大巡洋舰的过程中，舰只的铁甲被切割掉，换成了更为坚固的钢甲。司令塔也在此过程中得到了装甲保护；其侧边是50至100毫米厚的斜板，顶部则有30毫米厚。

## 服役历史
舰只自1865年开始架设龙骨，普鲁士人于1867年2月6日将其购入，最初重新命名为威廉一世号（Wilhelm I）。同年12月14日，他们又将舰名改成了威廉国王号，并于1868年4月25日下水。在完成舾装不到一年后，即1869年2月20日，舰只便投入普鲁士海军服役。它的首任舰长为海军上校路德维希·冯·亨克。入役后不久，威廉国王号便与另两艘铁甲舰腓特烈·卡尔号和王储号一同，参加了8月和9月的训练巡航。

### 普法战争

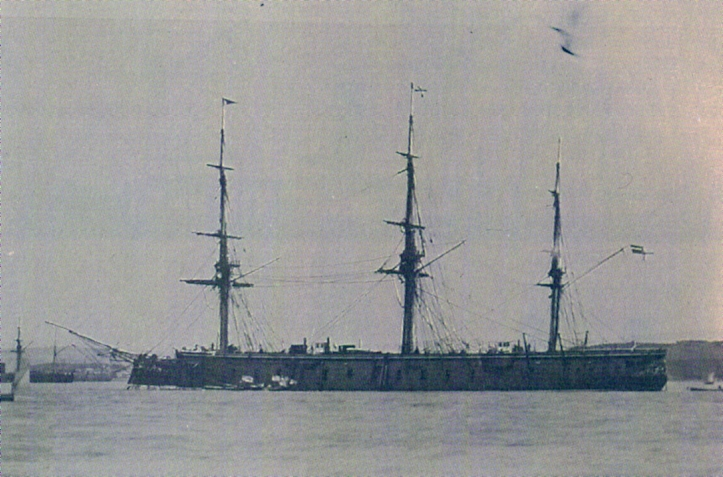
服役初期的威廉国王号

1870年5月，威廉国王号、王储号、腓特烈·卡尔号以及带撞角的铁甲舰阿达尔贝特亲王号共同出访英国，但腓特烈·卡尔号在行经大带海峡时擱淺受损。威廉国王号、王储号和阿达尔贝特亲王号遂继续前往普利茅斯，而腓特烈·卡尔号则返回基尔进行维修。后者很快便完成修复返回阵中，并于7月1日启程前往亚速尔的法亚尔岛进行训练巡航。然而，由于在霍亨索伦候选人争夺空缺的西班牙王位一事上，普鲁士与法国的紧张关系此刻已达到危机点。当这些舰只向东巡航穿越英吉利海峡时，他们了解到战争的可能性越来越大，于是普鲁士海军将阿达尔贝特亲王号分遣至达特茅斯，以随时了解事态发展。7月13日，分舰队余部也与它会合，随着战争似乎即将来临，普鲁士人终止了这次巡航，返回国内。
1870年7月16日，即法国藉以埃姆斯密电向普鲁士宣战、并引发普法战争的三天前，这些舰只回到了北海港口威廉港。数量上远远落后的普鲁士海军对法国海军实施的海上封锁采取了防御姿态。王储号、腓特烈·卡尔号和威廉国王号都集结在一起，以期打破法国人对港口的封锁。随后，原驻基尔的炮塔舰阿米尼乌斯号也加入了它们的行列。尽管法国海军优势巨大，但法国人在战前没有制定充分的计划来攻击普鲁士的海军设施，并且得出结论认为只有在丹麦的帮助下才有可能奏效，而丹麦的援助是不可能的。
在海军中将爱德华多·冯·雅赫曼的指挥下，这四艘普鲁士铁甲舰于1870年8月初向多格滩发起一次进攻，但并未遇到任何法国军舰。此后，威廉国王号及另两艘舷炮铁甲舰都遭受了长期的发动机故障，致使阿米尼乌斯号只得单独行动。威廉国王号、腓特烈卡尔号及王储号在大部分冲突中都驻扎在旺格岛周边，而阿米尼乌斯号则驻扎在易北河河口。9月11日，三艘舷炮铁甲舰再次准备好作战；他们加入了阿米尼乌斯号在北海的另一项重大行动。它们再次未能遇到法国人的对抗，因为法国海军此时已经返回法国。

### 和平年代
战后，普鲁士海军更名为德意志帝国海军，并恢复了和平时期的常规训练。步兵上将阿尔布雷希特·冯·施托施成为帝国海军部的首任部长，并根据海岸防御的构想组建舰队。在1870年代初期，威廉国王号与其它铁甲护卫舰都是间歇性地执行任务，并交替进入训练活动和预备役周期。通常情况下，这些舰只会在夏季训练周期后于冬季退役，仅余一至两艘铁甲舰维持在役，但也都会精简船员编制以用作警备船。在1875年的训练年度中，威廉国王号是与王储号和新近竣工的铁甲舰汉萨号及皇帝号共同巡航，但它们并未离开本土水域。1876年至1877年间，威廉国王号则一直处于闲置状态。

威廉国王号于1878年初重新入役，以参加当年的训练计划。5月31日，在多佛尔海峡航行时，威廉国王号意外撞上了新入役的炮塔铁甲舰大选帝侯号。这两艘舰连同普鲁士号是在29日从威廉港出发。其中威廉国王号和普鲁士号排成一列航行，大选帝侯号则位于右舷侧。31日上午，这三艘舰在英国福克斯通对开海面突然遇到两艘帆船，迫使威廉国王号和大选帝侯号进行紧急规避。大选帝侯号转向右舷躲避帆船，而威廉国王号试图从两艘船之间穿过，但它和大选帝侯号之间的距离不足。因此，它满舵转向左舷以避开大选帝侯号，但速度不够快；与此同时，大选帝侯号却因为值更官误解了命令也转向左舷。结果，威廉国王号发现自己正对着大选帝侯号，它的舰艏撞角在大选帝侯号的船体上撕开了一个大洞。
为了改善通风条件，大选帝侯号的水密舱壁当时尚未完全封闭，以至于该舰在不到8分钟的时间内便沉没，其500名船员中共有269人于事故中丧生。威廉国王号在碰撞中也严重受损，大量的海水从舰艏涌入。其舰长起初打算命令舰只靠岸以防止沉没，但最终决定用水泵将入水控制在可以接受的水平。该舰是由英国建造的，因此可以在朴茨茅斯进行临时修理，以便返回德国。碰撞发生后，帝国海军立即针对涉事的分舰队及舰只指挥官召开军事法庭，以调查沉船事件。从1878年到1882年，受损的威廉国王号进行了长时间的维修。这项工作是在威廉港的帝国船厂展开，还包括重新安装锅炉和更换舰艏撞角。舰只的210毫米口径炮也被替换为240毫米口径炮，为舰上提供了统一的炮台。

### 后续运用
从1885年到1897年间，舰上也曾临时安装有防鱼雷网。1887年6月，威廉国王号重新入役，以参加连接波罗的海和北海的威廉皇帝运河的开凿仪式。它维持在役状态参加了夏季训练巡航，被编入铁甲训练分舰队（即公海舰队的雏形）的第一支队。该舰同样参加了1888年的训练周期，与另三艘铁甲舰皇帝号、巴伐利亚号和符腾堡号为伍。从1889年到1892年末，威廉国王号未再参与任何行动，但随后又被重启以参加1892－1893年冬季的训练巡航。1892年10月1日，曾在威廉国王号以值更官身份经历了大选帝侯号沉船事故的海军上尉库尔特·冯·普里特维茨·翁德·加弗龙，时隔十四年后又以海军上校的官阶接任这艘德国海军旗舰的舰长，任期两年。在训练巡航期间，他不仅率舰在德国海域航行，更航行远至挪威、苏格兰和奥克尼群岛等地。

担任训练船的威廉国王号

至1893年，威廉国王号被任命为训练分舰队第二支队的旗舰；而四艘萨克森级铁甲舰则组成了第一支队。该舰悬挂有第二支队司令、海军少将棣德利的将旗，基地设在威廉港。1894年2月20日，一场特别的仪式在舰上举行，以纪念其服役25周年。德皇威廉二世偕同已退休的威廉国王号首任舰长、前海军中将路德维希·冯·亨克出席了仪式。1894年4月，第二支队进行了一次训练巡航，为年度的夏季演习做准备。巡航过程中，威廉国王号在弗里斯兰沿岸的泥滩上不慎擱淺。德国号和腓特烈大帝号迅速将其从泥滩中拖出，使威廉国王号受到的损害最小化。然而，这些舰只再经由奥斯陆和卑尔根前往苏格兰。支队于5月底返回基尔，为夏季演习补充煤炭和伙食。在1894年的演习中，棣德利的第二支队在波罗的海扮演假想敌，模拟俄国舰队攻击德国的波罗的海沿岸。9月演习结束后，棣德利离开了支队，其职位由海军少将卡尔·巴兰东接替。
1895年，威廉国王号进入汉堡的布洛姆及福斯船厂旱坞，为改造成大巡洋舰而进行大规模的重建。舰只的武器装备有所增加，拆除了索具，并安装了新的战斗桅杆来代替旧桅杆。其船员编制也大幅增加，至38名军官和1120名水兵。工程一直持续至1896年，1897年1月25日，该舰以全新的面貌返回舰队。同年6月26日，它代表德国参加了为庆祝英国女王维多利亚登基钻禧纪念而举办的海上阅兵。威廉国王号在德国舰队服役至1904年，然后被撤出现役。自1904年5月3日开始，它成为了一艘港湾船。1907年10月1日之后，它又担任驻基尔的宿营船，同时兼任培训海军学员的训练船。两年后，威廉国王号被转移至位于米尔维克的海军学校，并继续履行这些职责。在那里，它还于1917年成为宣传片《海因·彼得森，从船童到水兵》的拍摄场地。自1910年起，老护卫舰夏洛特号成为该舰的辅助舰。1917年，小巡洋舰美杜莎号又取代夏洛特号担任辅助舰。威廉国王号于第一次世界大战期间一直服役，直至1921年德国战败。它于1921年1月4日正式从海军序列中除籍，并被移送至勒讷贝克拆解报废。

## 脚注
注释
1. ↑  SMS表示, 即“陛下之舰”。
2. ↑  威廉国王号装备有23门大口径炮；诸如腓特烈·卡尔号和王储号等早期舰只仅装备有16门炮；而诸如普鲁士号和皇帝号等后期舰只甚至仅分别装备有4门和8门重炮。[3]

引用
1. 1 2 3 4  Gardiner，第243頁.
2. ↑  Dodson，第17–18頁.
3. ↑  Gröner，第2–6頁.
4. ↑  Herwig，第12頁.
5. ↑  Sondhaus，第147頁.
6. ↑  Gröner，第13頁.
7. 1 2 3 4  Gröner，第3頁.
8. 1 2 3 4 5 6 7 8 9 10  Gröner，第4頁.
9. 1 2  Gröner，第3–4頁.
10. 1 2 3  Gottschall，第119頁.
11. 1 2  Dodson，第21頁.
12. ↑  Sondhaus，第101頁.
13. ↑  Wilson，第273, 277頁.
14. 1 2  Sondhaus，第102頁.
15. ↑  Wilson，第278頁.
16. ↑  Gottschall，第40–41頁.
17. ↑  Dodson，第25頁.
18. ↑  Dodson，第26頁.
19. 1 2  Gröner，第6頁.
20. 1 2  Sondhaus，第109頁.
21. 1 2 3  Irving，第135頁.
22. ↑  The New York Times & 1879-01-09.
23. ↑  Dodson，第30頁.
24. ↑  Dodson，第32–33, 36–37頁.
25. ↑  Gottschall，第119–120頁.
26. ↑  Gottschall，第120頁.
27. ↑  Gottschall，第121頁.
28. ↑  Diehl，第82頁.
29. ↑  Gröner，第45頁.
30. ↑  Gröner，第102頁.